# Палаццо Савелли-Орсини
Палаццо Савелли-Орсини, также Палаццо Орсини (итал. Palazzo Savelli Orsini) — историческое здание в центрe Рима, в районе Сант-Анджело.

## История
Палаццо (дворец) построено на руинах древнеримского театра Марцелла, который позднее стал средневековой крепостью, а затем домом для римских дворянских семей, таких как Савелли и Сфорца Чезарини. В XVI веке архитектор Бальдассаре Перуцци, занимавшийся археологией Рима и с 1520 года работавший на строительстве собора Святого Петра, искусно встроил новые, в основном верхние, этажи в руины античного театра.
Когда дворец перешёл во владение семьи Орсини, вся постройка стала называться Палаццо Савелли-Орсини. В 1729 году дворец был приобретён за 29 000 скуди Фердинандо Бернуальдо Филиппо Орсини Арагонским из герцогов Гравины, которому папа Бенедикт XIII из той же семьи узаконил правопреемство римской ветви Орсини из Браччано, а также должность принца-помощника папского престола.
Новые владельцы внесли значительные изменения в старые постройки. Они расширили северо-западную сторону тремя другими зданиями, расположенными вокруг сада, в который можно попасть с одноимённой площади через ворота между двумя колоннами, увенчанными семейными геральдическими медведями.
С 1760 года и до своей смерти в 1767 году в этом палаццо жил известный художник Якопо Дзоболи.
Здание оставалось собственностью семьи Орсини до первых десятилетий XX века, когда, также из-за запроса об экспроприации со стороны «Cassa di Risparmio di Roma», начавшегося в конце XIX века, оно было продано Леоне Каэтани. Последний, сменивший своего отца на посту герцога Сермонеты, в 1919 году вместе с женой Витторией Колонной основал здесь свой дом, перенёс в него свою личную библиотеку и присвоил дворцу название «Палаццо Сермонета». Впоследствии, также в связи с расставанием с женой и последующей эмиграцией из Италии, он продал дворец.
В 1928—1932 годах была произведена научная реконструкция подлинной части древнеримских аркад, а позднейшие сооружения вокруг театра разобраны. Ныне контраст воссозданной и подлинной частей выглядит как наглядное пособие по истории античной архитектуры. Верхние этажи продолжают использоваться в качестве жилых помещений.
В 2012 году принц Доменико Орсини, герцог Гравина, смог выкупить часть дворца Савелли-Орсини (вероятно, за более чем 30 миллионов евро), чтобы снова сделать его семейной резиденцией. В основной части с 1994 года находится посольство Суверенного Военного Мальтийского Ордена при Святом Престоле.
В 2021 году Фонд Джулио и Джованны Саккетти отреставрировал три комнаты здания.

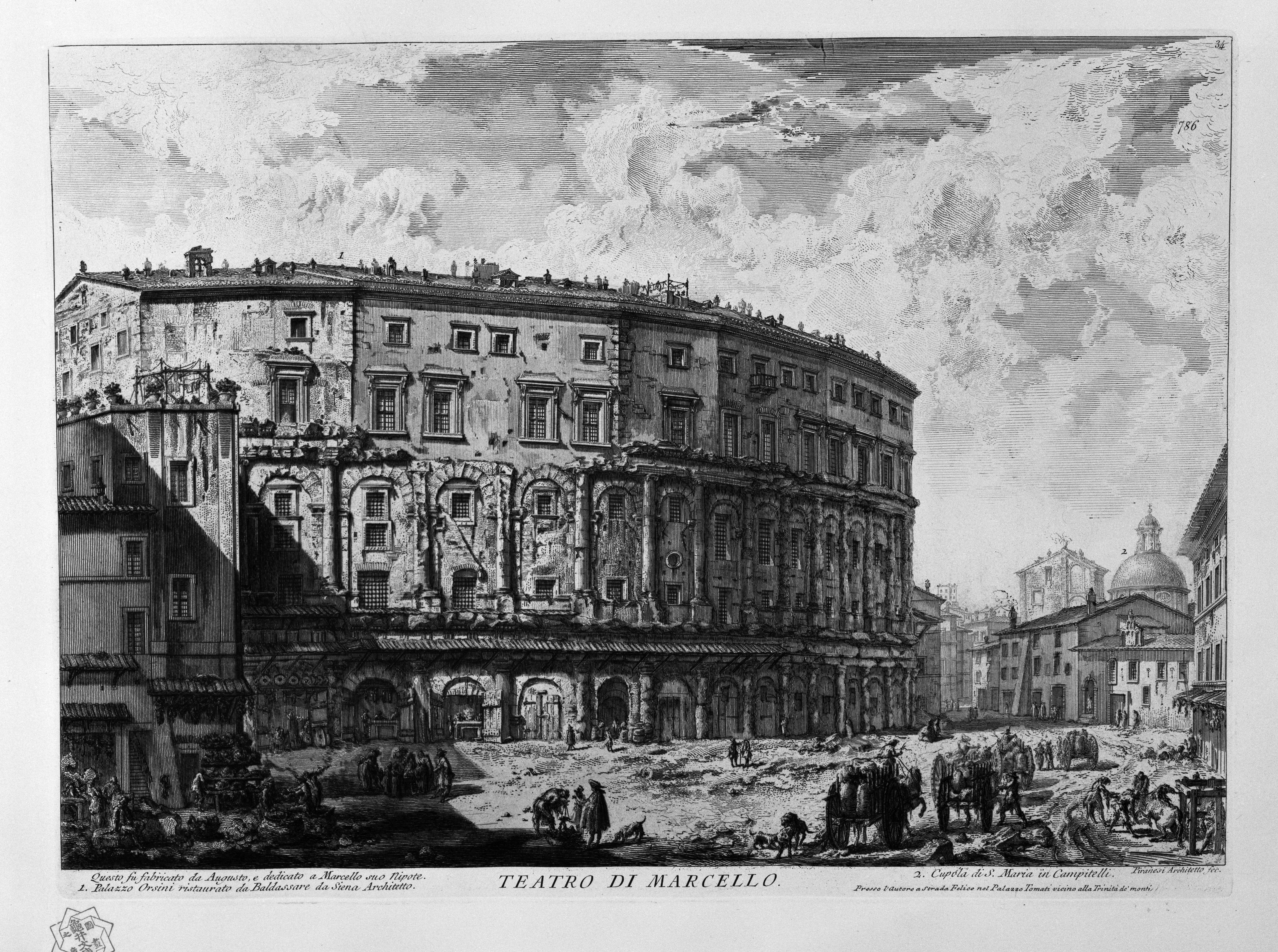
Дж. Б. Пиранези. Театр Марцелла в Риме. Между 1748 и 1774. Офорт
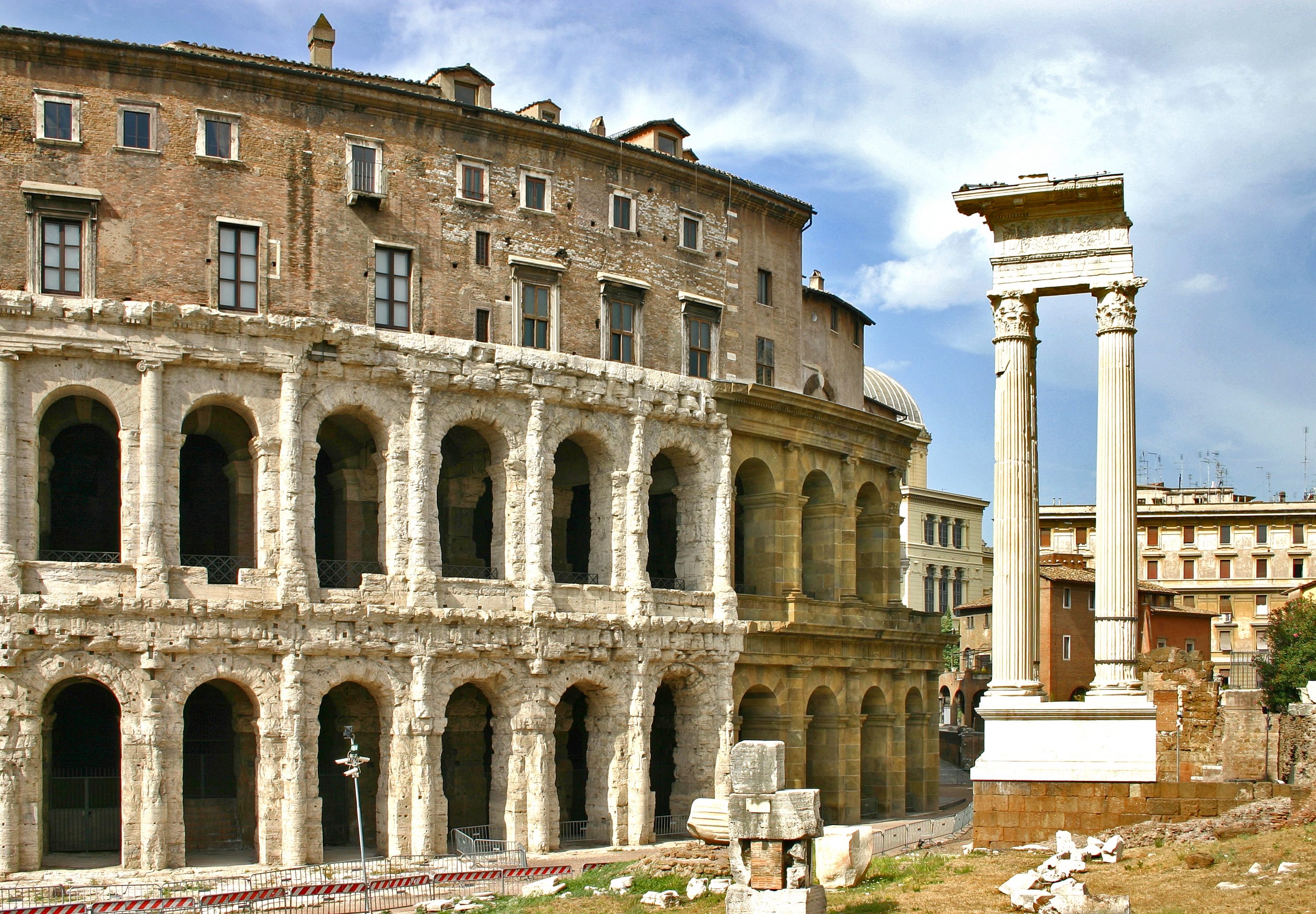
Палаццо Савелли-Орсини. Слева: первый и второй подлинные ярусы Театра Марцелла; справа: их реконструкция. Верхние этажи надстроены в XVI веке
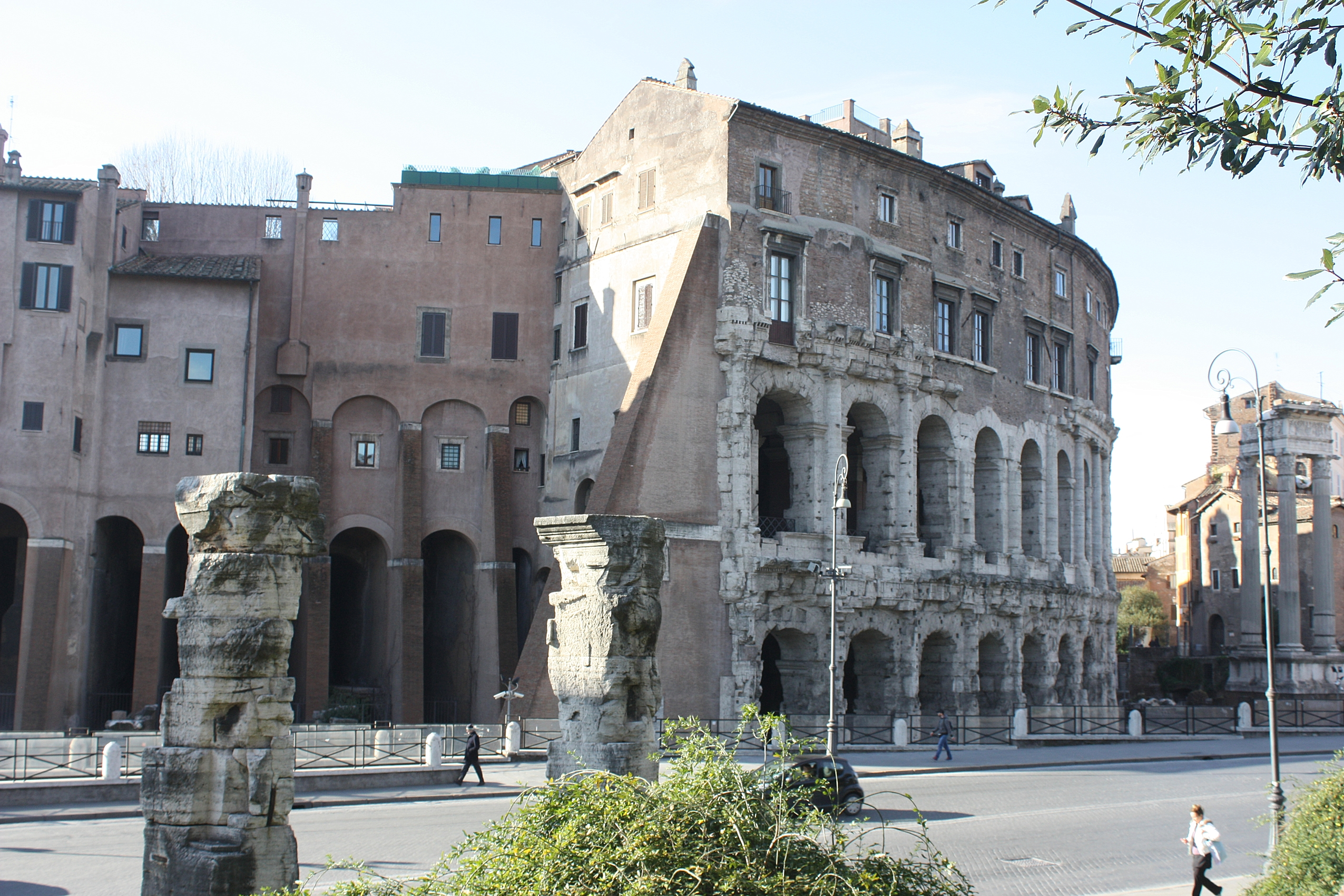
Вид постройки с юга
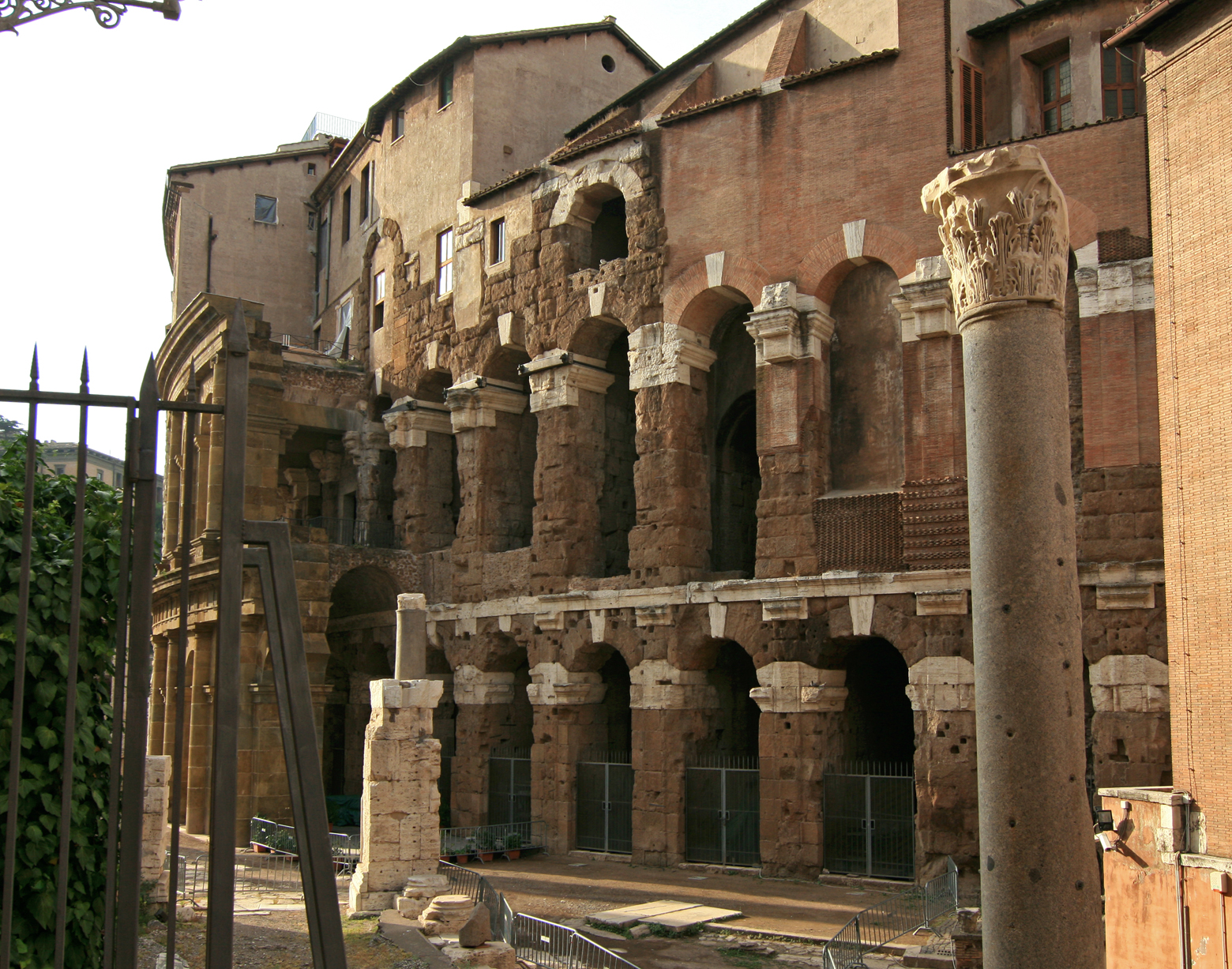
Юго-западная часть
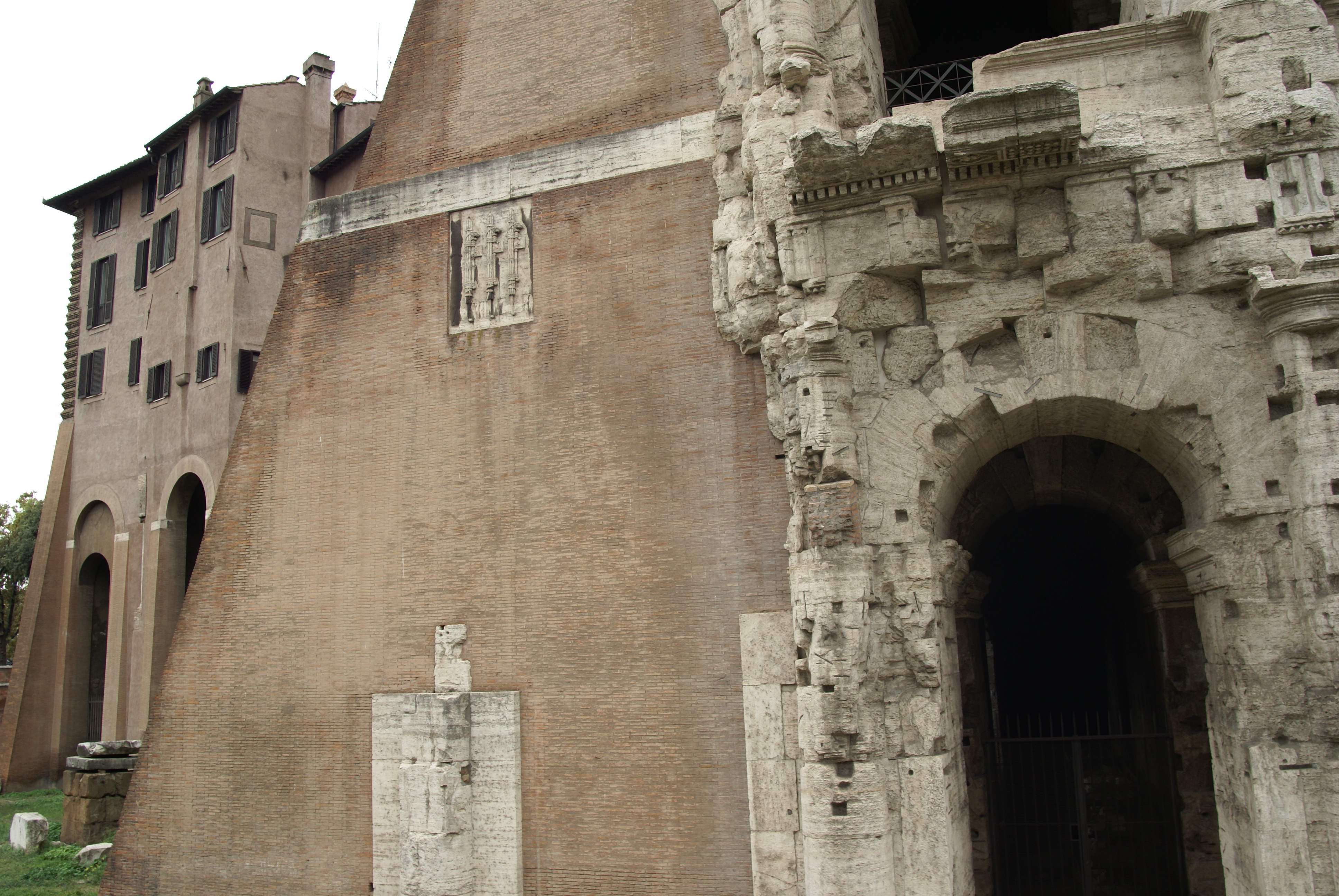
Портал